# Jin Wenjing
Jin Wenjing (in Chinees 金文靓), (17 augustus 2002) is een Chinese langebaanschaatsster. Ze heeft meermaals deelgenomen aan het WK Afstanden.

## Records

### Persoonlijke records
| Afstand    | Tijd    | Datum           | Baan           |
| ---------- | ------- | --------------- | -------------- |
| 500 meter  | 40,31   | 21 maart 2023   | Ürümqi         |
| 1000 meter | 1.18,57 | 28 januari 2024 | Salt Lake City |
| 1500 meter | 1.58,33 | 1 februari 2025 | Milwaukee      |
| 3000 meter | 4.08,99 | 26 januari 2024 | Salt Lake City |
| 5000 meter | 7.06,84 | 24 januari 2025 | Calgary        |

(laatst bijgewerkt: 21 maart 2025)

## Resultaten
| Jaar | WK Afstanden                                            |
| ---- | ------------------------------------------------------- |
| 2024 | 10e 5000m 14e massastart 5e achtervolging 8e teamsprint |
| 2025 | 9e massastart 7e achtervolging                          |